# ألفا 1-أنتيتريبسين
ألفا 1-أنتيتريبسين (بالإنجليزية: Alpha 1-antitrypsin أو α1-antitrypsin)‏ هو مثبط بروتياز ينتمي لعائلة سربين. يعرف عموما باسم مثبط تريبسين الدم، كما يمكن تسيمته باسم مثبط ألفا-1 بروتيناز لأنه يثبط بروتيازات متنوعة.

## الاستخدام العلاجي
ألفا 1-أنتيتريبسين المؤتلف غير موجود تجاريا، لكنه ضمن التجارب لأجل دراسة استخدامه لعلاج عوز ألفا1 أنتيتريبسين.